# 松原秀行
松原 秀行（まつばら ひでゆき、1949年4月20日 - ）は、日本の小説家・随筆家。

## 来歴
神奈川県川崎市出身。栄光学園高等学校16期生、早稲田大学第一文学部人文学専修卒。
フリーライターとして様々なジャンルでの執筆で活躍するほか、児童文学も書いている。代表作は、1995年より青い鳥文庫（講談社）から出版されている「パソコン通信探偵団事件ノート」シリーズ。

## 作品リスト

### 講談社

#### 「パソコン通信探偵団事件ノート」シリーズ
詳細などについては「パソコン通信探偵団事件ノート」の作品リストを参照。イラストは梶山直美。また、これらのシリーズには、松原の出身地神奈川県内の地名をもじった地名が登場する（パソコン通信探偵団事件ノート#登場用語・施設等を参照）。
- パスワードは、ひ・み・つ（1995年6月）
- パスワードのおくりもの（1996年7月）
- パスワードに気をつけて（1997年4月）
- パスワード謎旅行（1997年12月）
- パスワードとホームズ4世（1998年6月）
- 続・パスワードとホームズ4世（1998年8月）
- パスワード「謎」ブック（1998年12月）
- パスワードvs.紅カモメ（1999年7月）
- パスワードで恋をして（2000年2月）
- パスワード龍伝説（2001年5月）
- パスワード魔法都市（2001年8月）
- パスワード春夏秋冬・上（2002年3月）
- パスワード春夏秋冬・下（2002年7月）
- パスワード幽霊ツアー（2003年3月）
- パスワード地下鉄ゲーム（2003年9月）
- パスワード四百年パズル（2004年7月）
- パスワード菩薩崎決戦（2005年3月）
- パスワード風浜クエスト（2005年8月）
- パスワード忍びの里（2006年3月）
- パスワード怪盗ダルジュロス伝（2006年9月）
- パスワード悪魔の石（2007年7月）
- パスワードダイヤモンド作戦（2008年3月）
- パスワード恐竜パニック（2008年6月）
- パスワード悪の華（2009年7月）
- 猫耳探偵まどか（2009年11月）
- パスワードドードー鳥の罠（2010年9月）
- パスワードレイの帰還（2011年3月）
- パスワードまぼろしの水（2011年11月）
- パスワード終末大予言（2012年7月）
- パスワード暗号バトル（2012年12月）
- パスワード外伝　猫耳探偵まどか（2013年7月）
- いつも心に好奇心（ミステリー）！（2000年9月）
- おもしろい話が読みたい！ 青龍編（2005年7月）
- あなたに贈る物語（2006年11月）
- 青い鳥文庫#おもしろい話が読みたい! ワンダー編・ラブリー編・マジカル編（2010年6月）

#### 「風浜電子探偵団事件ノート」シリーズ
パソコン通信探偵団事件ノートを時代に合わせて書きなおしたもの。
- パスワードは、ひ・み・つ new（2011年6月）
- パスワードのおくりもの new（2011年12月）
- パスワードに気をつけて new（2012年6月）
- パスワード謎旅行 new（2013年3月）
- パスワードとホームズ4世 new（2014年2月）
- 続パスワードとホームズ4世 new（2014年3月）

#### レイの青春事件簿
「パソコン通信探偵団事件ノート」シリーズに登場する「野沢レイ」の高校生時代を描いた作品。イラストは梶山直美。
- ミッシング・ガールズ（2006年5月）
- ビートルズ・サマー（2008年2月）
- 山頭火ウォーズ（2009年4月）
- 銀河寮ミステリー合宿（2010年8月）

#### Dragon Kids Adventure
- 竜太と青い薔薇・上（2003年5月） - 同名のデビュー作に大幅加筆し、再版したもの。イラストは韮沢靖。
- 竜太と青い薔薇・下（2003年5月）
- 竜太と灰の女王・上（2004年3月）
- 竜太と灰の女王・下（2004年4月）

#### その他
- オレンジ・シティに風ななつ（2002年5月） - イラストは伊藤正道。

### 講談社以外の出版社
- 竜太と青い薔薇（1983年5月、福音館書店） - デビュー作。イラストはますむらひろし。講談社より再版されている。
- 恐竜から町をすくえ!（1992年12月、金の星社） - イラストは藤田ひおこ。
- こんにちはREX（1993年5月、角川書店） - 絵本。イラストは西内としお。
- REXゆめにっき（1993年7月、角川書店） - 絵本。イラストは西内としお。
- たまには男の涙もいいもんだ（1996年5月、ベストセラーズ） - エッセイ。緑川深との共著。
- きょうりゅうチャンピオンはティラノサウルス（1996年5月、教育画劇） - 紙芝居。イラストは安中哲司。
- そして動物たちは消えた アジア・アフリカ編（2000年3月、広葉書林） - プロジェクトチーム編。イラストはマイク・ジェプソン。
- 鉄研ミステリー事件簿1 山手線パズルの巻（2011年1月、角川書店） - イラストは加藤アカツキ。
- 鉄研ミステリー事件簿2 地下鉄ラビリンスの巻（2012年1月、角川書店） - イラストは加藤アカツキ。
- アルセーヌ探偵クラブ 怪盗は8日にあらわれる。（2014年3月、KADOKAWA/角川書店） - イラストは菅野マナミ。
- アルセーヌ探偵クラブ 探偵なら30分前に脱出せよ。（2015年1月、KADOKAWA/角川書店） - イラストは菅野マナミ。